# Ciclo di romanzi di Aubrey-Maturin
La serie Aubrey-Maturin è una serie di romanzi storici nautici - 20 completati e uno incompiuto - dell'autore inglese Patrick O'Brian, ambientati durante le guerre napoleoniche e incentrati sull'amicizia tra il capitano Jack Aubrey della Royal Navy e il chirurgo della sua nave Stephen Maturin, medico, filosofo naturale e agente dei servizi segreti. Nel suo insieme, la serie è una storia uniforme e completa di avventure ambientate in tutti i mari del mondo conosciuto, che descrive in maniera estremamente realistica e dettagliata la vita quotidiana sulle navi da guerra agli inizi del diciannovesimo secolo. Il primo romanzo, Master and Commander, fu pubblicato nel 1969 e l'ultimo romanzo completato nel 1999.  Il 21° romanzo della serie, rimasto incompiuto alla morte di O'Brian nel 2000, apparve in stampa alla fine del 2004. La serie ricevette un notevole successo internazionale e la maggior parte dei romanzi raggiunse <i id="mwHA">la lista dei best seller del New York Times</i> .  Questi romanzi costituiscono il cuore del canone di un autore spesso paragonato a Jane Austen, CS Forester e altri autori britannici centrali nella letteratura inglese .    
Il film del 2003 Master and Commander: Sfida ai confini del mare è tratto da tre libri della serie. Russell Crowe interpreta il ruolo del comandante Jack Aubrey, allegro e passionale, Paul Bettany quello di Stephen Maturin, più astuto e riflessivo.

## Sviluppo
Patrick O'Brian aveva già creato personaggi simili nei suoi romanzi precedenti  The Golden Ocean (1956) e The Unknown Shore (1959) descrivono entrambi coppie di giovani uomini immaginari, vagamente basati su marinai reali, che partecipano al viaggio intorno al mondo di George Anson . In questi due romanzi, O'Brian iniziò a sviluppare i modelli per i personaggi di Aubrey e Maturin, nonché le tecniche narrative utilizzate nella serie. 
1. Primo Comando (1969)
2. Costa sottovento (1972)
3. Buon vento dell'Ovest (1973)
4. Verso Mauritius (1977)
5. L'isola della desolazione (1978)
6. Bottino di guerra (1979)
7. Missione sul Baltico (1980)
8. Duello nel Mar Ionio (1981)
9. Il porto del tradimento (1983)
10. Ai confini del mare (1984)
11. Il rovescio della medaglia (1986)
12. La nave corsara (1988)
13. Rotta a Oriente (1989)
14. Caccia notturna (1991)
15. Clandestina a bordo (1992)
16. Fuoco sotto il mare (1993)
17. Doppia Missione (1995)
18. Burrasca nella Manica (1996)
19. Blu oltre la prua (1999)

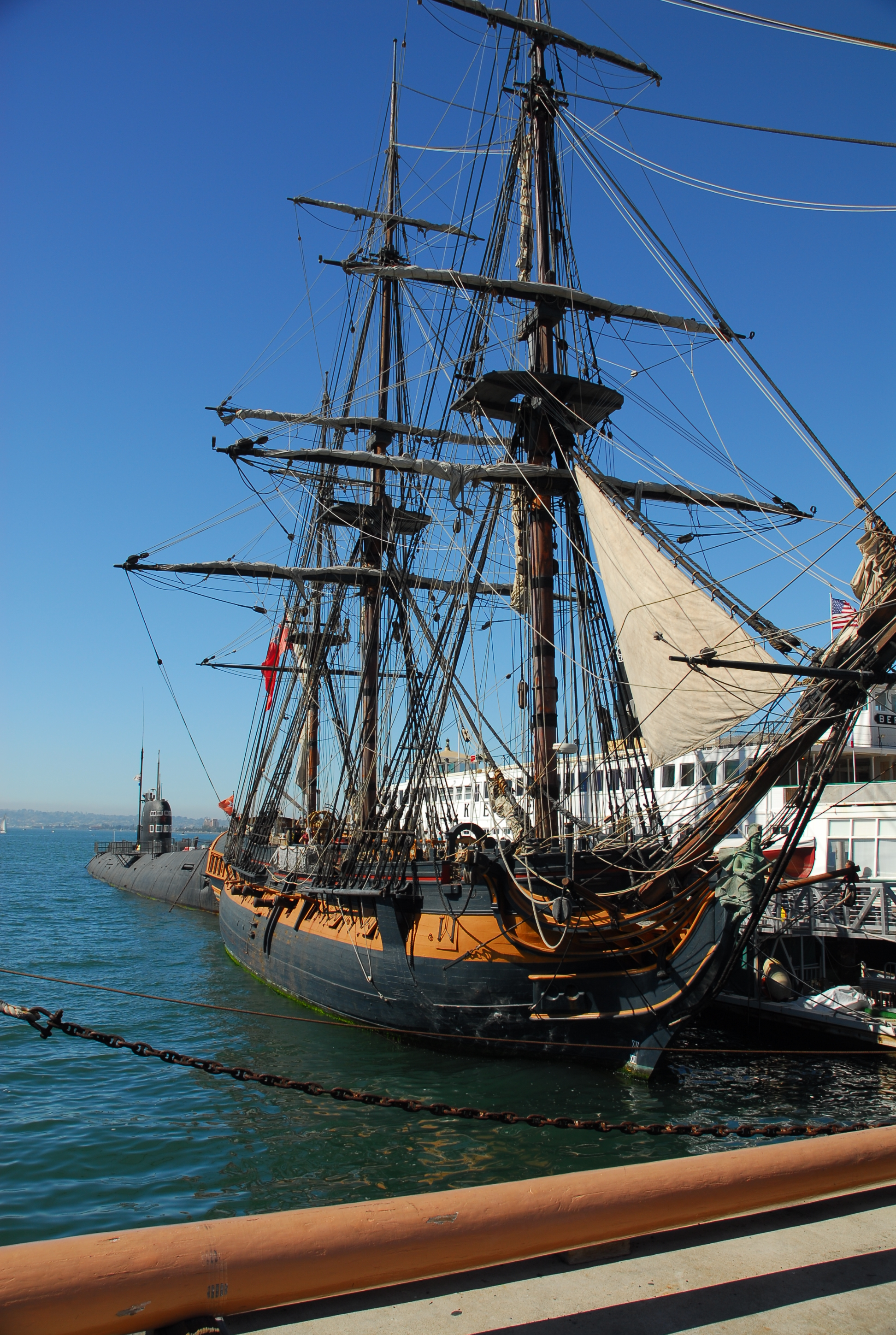
Una replica della HMS al San Diego Maritime Museum, basata sulla HMS Rose e utilizzata in Master and Commander: Sfida ai confini del mare

20. L'ultimo viaggio di Jack Aubrey (2004)

I romanzi di O'Brian furono scritti e pubblicati nella stessa sequenza cronologica degli eventi che descrivono, a partire da Primo Comando, ambientato nel 1800, fino all'ultimo romanzo, ambientato alla fine del 1815, dopo la battaglia di Waterloo .
Tuttavia, la tempistica dei romanzi non segue in maniera rigorosa il tempo della Storia ufficiale delle guerre napoleoniche. I primi sei libri attraversano rapidamente dodici anni di guerre napoleoniche, come dimostrato dai frequenti riferimenti agli eventi storici, con Bottino di guerra che si conclude il 1° giugno 1813 con la battaglia tra la HMS <i id="mwnQ">Shannon</i> e la USS <i id="mwng">Chesapeake</i> . La serie entra poi in una sorta di periodo fantastico in cui il tempo si allunga, con una dozzina di romanzi tutti collocati nel periodo giugno-novembre 1813. Gran parte di questo periodo è trascorso in mare, con quasi nessun collegamento con gli anni del mondo reale, e gli eventi dei romanzi occupano un tempo sostanzialmente maggiore dei pochi mesi "disponibili". I riferimenti storici esterni ritornano con Burrasca nella Manica, il diciottesimo libro della serie. Verso l'inizio di questo romanzo, si afferma che l'esercito britannico sotto il duca di Wellington è entrato in Francia dalla Spagna, cosa che è avvenuta nel novembre del 1813. Il tempo si ferma poi di nuovo per alcuni capitoli, mentre segue una narrazione che apparentemente dura diversi mesi prima di un arrivo specifico a Natale del 1813. Successivamente, il libro Burrasca nella Manica e il successivo della serie ( Blu oltre la prua ) si muovono rapidamente attraverso gli eventi storici della disastrosa invasione della Russia da parte di Napoleone e la sua sconfitta nella Guerra della sesta coalizione, il suo esilio e la fuga dall'Elba, e la sua campagna finale e la sconfitta nel giugno del 1815. L'ultimo libro completato della serie,  Blu oltre la prua, è l'unico volume ambientato interamente dopo la conclusione delle guerre napoleoniche .
Nella sua introduzione a Ai confini del mare, il decimo libro della serie, O'Brian scrisse che se l'autore "avesse saputo quanti libri sarebbero seguiti al primo, avrebbe certamente iniziato la sequenza molto prima" nel tempo storico reale. Prosegue spiegando che "se i suoi lettori lo sopporteranno", i libri della serie saranno ambientati in "anni ipotetici, un po' come quelle ipotetiche lune usate nel calcolo della Pasqua: un 1812a per così dire o addirittura un 1812b".  In effetti, il periodo da giugno a dicembre 1813 viene allungato per accogliere eventi che dovrebbero occupare cinque o sei anni.

## Personaggi
La serie racconta le avventure di due personaggi principali, l'ufficiale di marina Jack Aubrey e il medico, naturalista e spia Stephen Maturin, e la trama è strutturata attorno all'ascesa di Aubrey da tenente a contrammiraglio nella Royal Navy durante la Rivoluzione francese e le guerre napoleoniche.
Jack Aubrey è un uomo corpulento (sia in senso letterale che figurato) con una personalità energica, socievole, allegra e relativamente semplice, e un profondo rispetto per la tradizione navale. I notevoli successi iniziali gli valgono il soprannome di "Lucky Jack Aubrey" e la reputazione di "capitano combattente", una reputazione che cerca di mantenere per tutta la sua carriera. Ma, sebbene spesso "brillante" e molto rispettato in mare, è meno competente a terra, poiché relazioni indiscrete, commenti impertinenti e decisioni finanziarie sbagliate spesso gli procurano problemi. La vita professionale di Aubrey, fatta di audaci imprese e sconfitte, fu ispirata dalle alterne carriere di Thomas Cochrane e di altri illustri capitani della Royal Navy dell'epoca. 
Il dottor Stephen Maturin, di origine irlandese- catalana, lavora, apparentemente, come abile chirurgo di bordo nei vari comandi di Aubrey. Tuttavia, all'insaputa di molti dei suoi collaboratori, presta servizio anche come un abile agente segreto volontario  per l'Ammiragliato britannico. Maturin è descritto come un uomo piccolo, silenzioso e "brutto", noto peril lo sguardo "pericoloso, pallido e da rettile" che ha per i suoi nemici. A differenza del suo amico orientato all'azione, Maturin è molto istruito e ha diversi interessi intellettuali. È appassionatamente affascinato dal mondo naturale e coglie ogni opportunità per esplorare la fauna selvatica nativa dei porti di scalo delle sue navi in tutto il mondo. È anche profondamente introspettivo e riflette spesso su concetti filosofici di identità e auto-comprensione nel suo diario personale cifrato .  Un altro aspetto di questo personaggio complesso è rappresentato dalla sua lunga e spesso frustrante relazione sentimentale con la bella ma inaffidabile Diana Villiers . Fa uso di diverse sostanze che creano dipendenza, tra cui laudano e foglie di coca derivanti dalla curiosità scientifica, dal controllo delle sue reazioni ai problemi fisici e dalla dipendenza da sostanze . Possiede i valori di un gentiluomo dell'epoca, tra cui un forte senso dell'onore e il coinvolgimento nei duelli. Quest'ultimo lo ha portato a sviluppare una forte abilità con le pistole e i duelli con la spada.
I vari ruoli professionali e gli interessi personali di Maturin consentono alla serie di romanzi di  esplorare diversi aspetti dell'ordine politico e sociale durante l'era napoleonica, oltre alla vita sul mare.  Alla fine, il personaggio di Maturin mette quasi in ombra Aubrey, svilupandosi in più dettaglio all'interno della serie a causa delle diverse situazioni in cui O'Brian lo colloca. 
In apparenza i due personaggi principali della serie Aubrey e Maturin hanno poco in comune. Come scrisse O'Brian in The Ionian Mission, "Sebbene fossero quasi diversi come possono esserlo gli uomini, diversi per nazionalità, religione, istruzione, statura, corporatura, professione, atteggiamento mentale, essi erano uniti da un profondo amore per la musica, e molte e molte sere avevano suonato insieme, il violino che rispondeva al violoncello, o anche cantando insieme fino a notte fonda". Questo legame musicale inizia nel primo paragrafo del primo libro della serie, quando i due personaggi si incontrano a un concerto. Condividono anche la passione per i giochi di parole e le battute taglienti, e giochi di parole particolarmente memorabili vengono talvolta ripetuti nei romanzi successivi della serie, anni dopo, nel corso della storia. Un personaggio del romanzo, Sir Joseph Blaine, considerava i due amici dei romantici, nelle sue osservazioni su Maturin nel capitolo 4 di HMS Surprise : "Come dicevo, forti; ma non privi di debolezze. L'altro giorno stava incolpando il suo amico per le sue idee romantiche". – l’amico che sposerà la figlia di quella donna che abbiamo visto poco fa – e se non fossi rimasto così scioccato dalle sue condizioni, sarei stato tentato di ridere. Lui stesso è un perfetto Don Chisciotte: un entusiasta sostenitore della Rivoluzione fino al '93 e dell'Unità irlandese fino alla rivolta, consigliere di Lord Edward. ... E ora sostenitore dell'indipendenza catalana. O forse dovrei dire, sostenitore dell'indipendenza catalana fin dall'inizio, insieme alle altre. Ma sempre avendo cuore e anima, sangue e denaro in qualche causa da cui non può trarre alcun vantaggio personale concepibile."
Nonostante le loro numerose differenze, ognuno dei due è un inestimabile e indispensabile compagno dell'altro in molti anni di avventure e pericoli. I critic hanno paragonato Aubrey e Maturin ad altri duo immaginari apparentemente disadattati ma inseparabili come Don Chisciotte e Sancho Panza in Don Chisciotte, Holmes e Watson nelle storie di Sherlock Holmes e Kirk e Spock nella serie TV originale di Star Trek .   

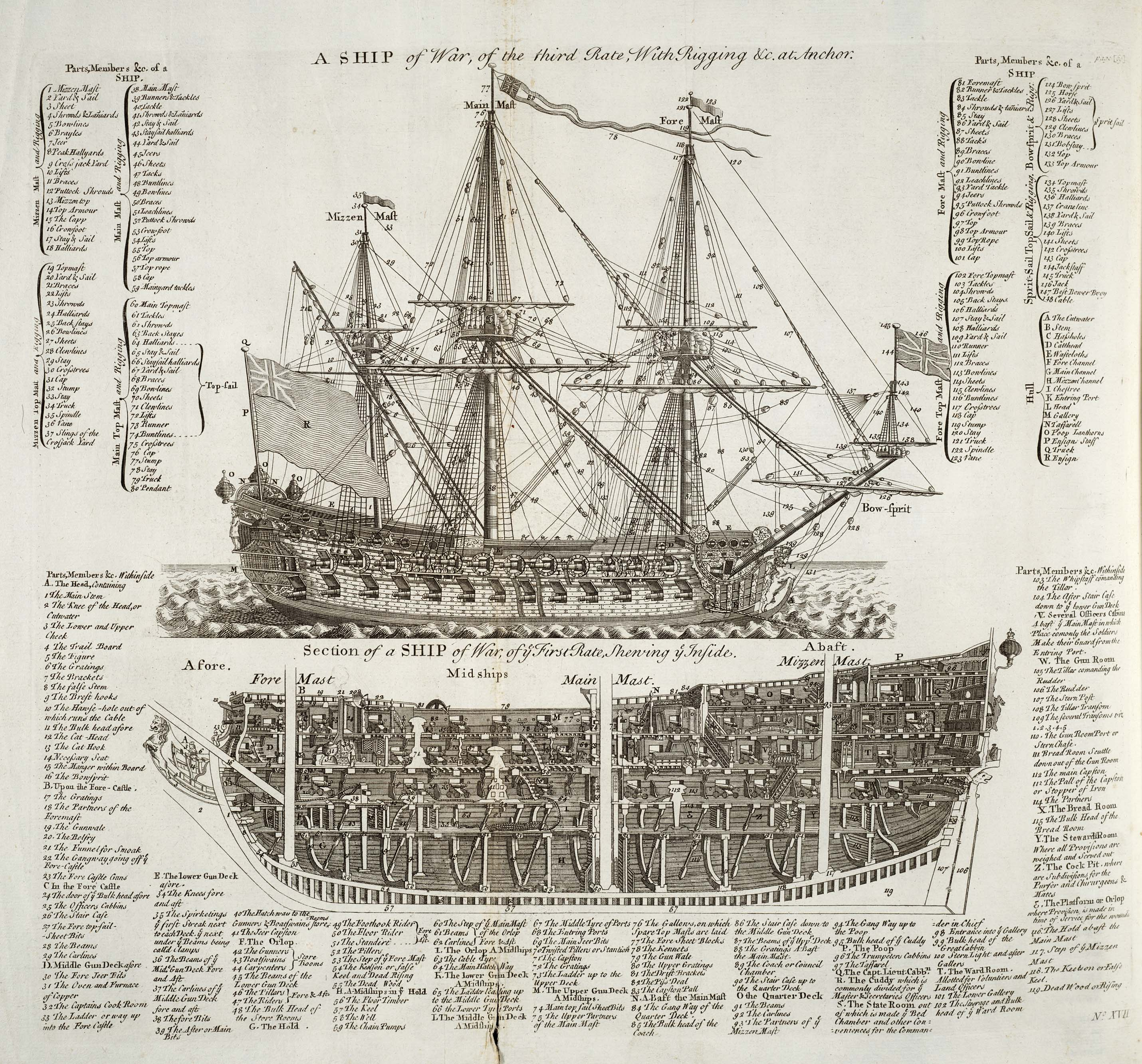
Uno schema del 1728 che illustra l'esterno e l'attrezzatura di una nave di terzo grado e l'interno di una nave di primo grado.

Lo stile di scrittura di O'Brian usa principalmente la terza persona, descrivendo la storia dal punto di vista dei due personaggi principali, Jack Aubrey e Stephen Maturin, con frequenti descrizioni dei loro pensieri e stati d'animo. L'autore a volte impiega una forma di narrazione in prima persona quando i suoi personaggi scrivono in diari privati o lettere su eventi che non vengono altrimenti descritti. Il punto di vista narrativo si allontana dai due personaggi principali solo brevemente e raramente nel corso della serie. Un esempio è la scena iniziale di "I cento giorni", in cui una conversazione pettegola tra marinai anonimi fornisce notizie e informazioni importanti sui personaggi principali.

### Linguaggio d'epoca e gergo navale
Patrick O'Brian una volta scrisse: "Ovviamente, ho vissuto molto fuori dal mondo: so poco della Dublino o Londra o Parigi di oggi, ancora meno della postmodernità, del poststrutturalismo, dell'hard rock o del rap, e non posso scrivere con molta convinzione sulla scena contemporanea."  Questa sua posizione distante dalla cultura moderna permette però a O'Brian di avere nella serie una voce narrativa estremamente realistica, contemporanea all'ambientazione.  Richard Ollard, nell'esaminare l'accoglienza generale dei libri di O'Brian, suggerisce che gli ufficiali della marina di O'Brian sarebbero in grado di parlare e capire i personaggi di Jane Austen. 
Oltre al linguaggio d'epoca, O'Brian è abile nell'usare il gergo navale, riempiendo le pagine di termini, fornendo pochissime spiegazioni, ed esempio, delle varie vele, parti o manovre della nave al lettore "inesperto". La combinazione della narrazione in voce storica e dei termini navali può sembrare inizialmente scoraggiante per alcuni lettori; ma la maggior parte nota che dopo poco tempo si ottiene un effetto di "immersione totale".  Occasionalmente, O'Brian spiega termini nautici oscuri affidando Stephen Maturin alla tutela dei marinai, consentendo all'autore di insegnare indirettamente al lettore varie parti e funzioni di una nave a vela d'epoca senza interrompere la narrazione. Questo era particolarmente comune all'inizio della serie, quando Maturin era ancora nuovo nella Royal Navy. 
Ad esempio nel primo romanzo della serie, durante un giro tra le vele e le manovre della nave Maturin chiede alla sua guida se "non potrebbe spiegare questo labirinto di corde, legno e tela senza usare termini marittimi" e riceve la risposta "No, perché è solo con quei nomi che sono conosciuti, in quasi tutti i casi". 
Inoltre, O'Brian descrive i grandi eventi storici che accadono in parallelo alle avventure dei protagonisti in modo indiretto, consentendo ai suoi lettori un'immersione più completa senza ostentare la sua comprensione storica, a differenza di altri autori nautici simili. 
L'arguzia asciutta e tagliente di O'Brian è presente in tutti i suoi romanzi.  La sua interpretazione, sia sotto forma di narrazione che di dialogo, è spesso così schietta che il lettore potrebbe non percepirla a prima vista. A volte, tuttavia, O'Brian dedica una parte considerevole del volume a creare sequenze comiche. – ad esempio, l'uso del rum da parte di Jack nella perdizione del bradipo domestico di Maturin in Buon vento dell'Ovest o l'affermazione di Jack a William Babbington, discutendo di terminologia nautica, che "Le pecore non sono poetiche", supportando la sua affermazione dicendo: "Ricordi quel tizio nella commedia che grida: 'Il mio regno per un cavallo'? Non sarebbe stata affatto poesia, se avesse detto pecore." (Vedi Duello nel Mar Ionio.) Gli animali ubriachi sono un motivo comune in tutta la serie; ad esempio la seguente conversazione tra Jack e Stephen in Costa sottovento: "'Il corriere ti ha portato una scimmia.' 'Che tipo di scimmia?' chiese Stephen. 'Una dannata specie di scimmia malconcia. Le offrivano una lattina di birra in ogni taverna sulla strada, ed è ubriaca fradicia. Si è offerta a Babbington.'" 
I giochi di parole – spesso di basso umorismo da parte di Jack – sono comuni anche nei romanzi, poco apprezzati dall'amico Stephen Maturin. Jack nutre un interesse particolare, forse eccessivo, per i giochi di parole nautici. Ad esempio, Jack ripete spesso uno dei giochi di parole improvvisati da Stephen sulle guardie costiere. A una cena, rispondendo alla domanda di un marinaio sul termine " Dog Watch " ( Costa sottovento, Capitolo 12), Stephen suggerisce che sia "perché sono limitate, ovviamente" ("Cur Tailed", "cur" significa "cane"), e come altri giochi di parole, Aubrey ripete la battuta tutte le volte che l'occasione lo consente. L'uso dell'umorismo contrasta i due personaggi principali. Aubrey è diretto e schietto, mentre Stephen è sottile e astuto, rispecchiando la personalità complessiva di entrambi, soprattutto per quanto riguarda le tattiche di guerra (navi, cannoni e spade rispetto alla raccolta di informazioni).
O'Brian fa recitare ad Aubrey molti proverbi,  ma di solito in forma storpiata, come "C'è molto da dire sul fare fieno finché il ferro è caldo" (da Il porto del tradimento e similmente in L'isola della desolazione). In Buon vento dell'Ovest (Capitolo 6), Aubrey dice che "Un uccello in mano vale qualsiasi menare il can per l'aia". A volte Aubrey si confonde e Maturin lo prende in giro affettuosamente giocando sulla metafora mista: "... hanno scelto la loro torta e devono dormirci dentro."; Maturin risponde: "Vuoi dire che non possono avere il loro letto e mangiarlo?" (anche da Buon vento dell'Ovest , Capitolo 7). In relazione ai proverbi, Aubrey dice a Maturin un intelligente wellerismo, "'Non è una serata adatta né per l'uomo né per la bestia', come osservò il centauro, ah, ah, ah!" (Burrasca nella Manica).

## Cronologia delle edizioni
Primo Comando fu pubblicato per la prima volta nel 1969, negli Stati Uniti da Lippincott, e in Gran Bretagna e Irlanda da Collins nel 1970. La serie ebbe un modesto successo in entrambi i paesi, sebbene la pubblicazione fosse stata effettuata solo da Collins nel Regno Unito dopo il quarto romanzo. La pubblicazione della serie negli Stati Uniti fu cancellata con L'isola della desolazione nel 1978.   Tuttavia, nel 1989 Starling Lawrence di WW Norton scoprì i romanzi su un volo aereo tra Londra e New York.  WW Norton decise di ristampare i romanzi della serie che furono notati dalla critica e divennero un successo editoriale. La serie di romanzi di O'Brian vendette oltre 400.000 copie nei due anni successivi e continuò ad essere un successo, vendendo oltre 2 milioni di copie entro il 2000.  Nella sua recensione dell'ultimo romanzo incompiuto nel 2004, Publishers Weekly riportò che la serie aveva venduto oltre 6 milioni di copie.  WW Norton ha pubblicato i romanzi in formato e-book il 5 dicembre 2011.  La serie completa è stata pubblicata in traduzione tedesca, francese e italiana, i venti libri finiti anche in spagnolo e parte della serie in traduzione catalana, cinese, ceca, finlandese, giapponese, polacca, portoghese, svedese e russa. 

## Significato letterario e critica
O'Brian è talvolta paragonato a Jane Austen, CS Forester e altri autori britannici centrali nel canone della letteratura inglese.  O'Brian è stato paragonato a volte  a Trollope, Melville, Conrad e persino Proust, ma la serie Aubrey-Maturin presenta molte similitudini con le opere di Jane Austen, una delle più grandi ispirazioni di O'Brian nella letteratura inglese.  In un articolo di copertina del The New York Times Book Review pubblicato il 6 gennaio 1991, Richard Snow giudica i romanzi d'avventura navale Aubrey-Maturin di Patrick O'Brian come "i migliori romanzi storici mai scritti. In ogni pagina il signor O'Brian ci ricorda con sottile arte la più importante di tutte le lezioni storiche: che i tempi cambiano ma le persone no, che i dolori, le follie e le vittorie degli uomini e delle donne che erano qui prima di noi sono in realtà le mappe delle nostre vite."  In un articolo del Washington Post, Ken Ringle scrisse: "... la serie Aubrey-Maturin è pensata come un unico romanzo in più volumi che, ben oltre qualsiasi cronaca episodica, scorre e rifluisce con la marea senza tempo del personaggio e del cuore umano." 
Frank McNally, in un testo commemorativo scritto per il centenario della nascita dell'autore, riflette sul fascino della serie di romanzi, dovuto alla qualità della scrittura e alle convincenti interazioni tra i personaggi, che rendono la trama molto più complessa e profonda della tipica avventura navale e suscitano l'interesse di lettori che "non toccherebbero Horatio Hornblower nemmeno con una pertica".  Lucy Eyre ha scritto per sottolineare il fascino della serie per le lettrici, menzionando i dettagli nautici e come potrebbero essere visti allo stesso modo del linguaggio medico preciso nel programma televisivo ER . Nota che "O'Brian non è mai pesante con le sue ricerche: è semplicemente che i libri sono ambientati in un mondo perfettamente realizzato, che per l'appunto è una nave in guerra". 
Nel recensire Fuoco sotto il mare nella Hudson Review, Gary Krist è molto critico nei confronti della trama dei libri, suggerendo che i libri sono pieni di elementi di "narrativa pop" e dell'eccessivo "piacere di O'Brian per la pura specificità della meccanica marinara".  Tuttavia, non ha negato le qualità che "lo spingono vicino a quel grande, sfocato confine tra arte e intrattenimento", tra cui lo sviluppo del personaggio e, a volte, "la sensazione di essere in presenza di un'intelligenza attiva, complessa e compassionevole". 
La serie Aubrey-Maturin ha numerosi ammiratori tra cui Iris Murdoch, Eudora Welty e Tom Stoppard .  La serie di romanzi di fantascienza Republic of Cinnabar Navy è direttamente ispirata, secondo il suo autore David Drake ai libri di Aubrey-Maturin.  I protagonisti della serie di fantascienza sono infatti Daniel Leary, un tenente della Marina della Repubblica di Cinnabar, brillante stratega, leader carismatico e seduttore di donne, e Adele Mundy, una bibliotecaria con una profonda passione per l'informazione e la conoscenza, specialista nel recupero di informazioni con ogni mezzo necessario ma anche esperta tiratrice con la pistola, un'abilità utile per sopravvivere ed evitare i duelli aristocratici.

## Adattamenti

### BBC Radio
Nel 1995, Primo Comando è stato drammatizzato in sei parti, con Michael Troughton nel ruolo di Aubrey e Nigel Anthony nel ruolo di Maturin. 
The Verso Mauritius, L'isola della desolazione, Buon vento dell'Ovest e Bottino di guerra sono stati tutti adattati successivamente tra il 2008 e il 2018. Tutti hanno visto David Robb nel ruolo di Aubrey e Richard Dillane in quello di Maturin.    

### Film
Il film del 2003 Master and Commander: Sfida ai confini del mare, è tratto direttamente da tre romanzi della serie. Il film è diretto da Peter Weir e interpretato da Russell Crowe nel ruolo di Aubrey e Paul Bettany in quello di Maturin. La trama principale del film è basata su quella di Ai confini del mare (il decimo libro della serie), mentre altri eventi e personaggi sono adattati da altri romanzi della serie.  
Il film è stato un successo di critica incassando 212 milioni di dollari in tutto il mondo. non è ancora prevista la produzione di un sequel, nonostante i sentimenti dei critici, dei fan del film e della serie di libri e dello stesso Crowe.    Tuttavia, secondo quanto riferito, un prequel era in fase di sviluppo a partire dal 2021. 

## Vedi anche
- Frederick Marryat, un pioniere del romanzo nautico del XIX secolo, che scrisse sotto lo pseudonimo di "Capitano Marryat", un ufficiale di marina di successo nella vita reale durante le guerre napoleoniche e quindi contemporaneo di Aubrey e Maturin
- Ramage, primo di una serie di romanzi su Lord Ramage, un ufficiale della Royal Navy durante le guerre napoleoniche, scritto da Dudley Pope
- Alexander Kent, pseudonimo di Douglas Reeman per i suoi romanzi Bolitho, un contemporaneo di O'Brian che scrisse una serie di romanzi sulla Royal Navy durante le guerre napoleoniche

## Riferimenti
1. 1 2 3 4 5   https://www.nytimes.com/library/books/010700obit-obrian.html.
2. 1 2   The New York Times,  https://www.nytimes.com/1998/10/19/books/seas-adventure-still-beckon-storyteller-83-patrick-o-brian-journeys-into-history.html.
3. ↑   http://www.smh.com.au/articles/2003/11/28/1069825977816.html.
4. ↑   The Daily Telegraph,  https://www.telegraph.co.uk/culture/4719636/OBrian-the-most-Irish-Englishman.html.
5. ↑   National Post,  http://www.jeetheer.com/culture/forester.htm.
6. ↑   Dean King, Patrick O'Brian:A Life, MacMillan, 2000,  pp. 179–180, ISBN 978-0-8050-5977-9.
7. 1 2 3 4 5 6   Richard Ollard, Patrick O'Brian: Critical Essays and a Bibliography, W. W. Norton, 1994,  pp. 23–32, ISBN 0-393-03626-X.
8. ↑   Beinart, Men, Science, Travel and Nature in the Eighteenth and Nineteenth-Century Cape, in Journal of Southern African Studies, vol. 24, n. 4, December 1998,  pp. 775–799, Bibcode:1998JSAfS..24..775B, DOI:10.1080/03057079808708601.
9. 1 2   The Telegraph,  https://www.telegraph.co.uk/culture/4707068/The-odd-couple-all-at-sea.html.
10. ↑   Spock is Dr Stephen Maturin, su alderaanian.wordpress.com, 31 May 2009. URL consultato il 3 August 2025 (archiviato dall'url originale il 18 luglio 2011).
11. ↑   http://www.boston.com/ae/movies/articles/2009/05/05/a_fresh_frontier/.
12. ↑   Patrick O'Brian: Critical Essays and a Bibliography, The British Library, 1994, ISBN 0-7123-1070-3.
13. ↑   Dean King, A Sea of Words: Lexicon and Companion for Patrick O'Brian's Seafaring Tales, 3rd, Henry Holt and Company, 2001,  pp. xviii–xx, ISBN 0-8050-6615-2.
14. ↑   The Hundred Days, su publishersweekly.com, October 1998. URL consultato il 13 March 2015.
«He offers a wealth of sly humor (Navy officers' talk is ""really not fit for mixed company because of its profoundly nautical character"")»
15. ↑   Patrick O'Brian, Post Captain, paperback, Harper Collins, 2003,  p. 51, ISBN 978-0006499169.
16. ↑   Jan Harold Brunvand, What Goes Around comes Around: The Circulation of Proverbs in Contemporary Life, Utah State University Press, January 2004,  pp. 152–170.
17. ↑   Anthony Gary Brown, The Patrick O'Brian Muster Book, 2nd, MacFarland and Company, 2006,  p. 273, ISBN 978-0-7864-9385-2.
18. ↑   Stuart Bennett, Patrick O'Brian: Critical Appreciations and a Bibliography, The British Library, 1994,  p. 150, ISBN 0-7123-1070-3.
19. ↑   Horowitz, Patrick O'Brian's Ship Comes In, su nytimes.com, 16 May 1993. URL consultato il 24 April 2014.
20. ↑   21: The Final Unfinished Voyage of Jack Aubrey, su barnesandnoble.com, October 2004. URL consultato il 31 March 2015.
21. ↑   https://www.nytimes.com/2011/11/21/books/obrian-novels-are-going-digital.html.
22. ↑   The Aubrey/Maturin series by Patrick O'Brian, in reading order, su jack-aubrey-stephen-maturin-series.com. URL consultato il 3 January 2015.
23. ↑   The New York Times,  https://www.nytimes.com/books/98/10/18/specials/obrian-plank.html.
24. ↑   Washington Post,  https://www.washingtonpost.com/archive/lifestyle/1992/08/02/is-this-the-best-writer-you-never-heard-of-patrick-obrian-the-swashbuckling-recluse/7bdfca04-497f-4ade-8a66-d6307593e37a/.
25. ↑   The Irish Times,  http://www.irishtimes.com/culture/heritage/the-life-of-o-brian-1.2034680.
26. ↑   https://www.theguardian.com/books/2014/nov/28/why-patrick-obrian-is-jane-austen-at-sea.
27. 1 2   Krist, Bad Art, Good Entertainment, in The Hudson Review, vol. 47, n. 2, Summer 1994,  pp. 299–306, DOI:10.2307/3852288.
28. ↑   Drake, With the Lightnings, su david-drake.com. URL consultato il 5 June 2009.
29. ↑   Patrick O'Brien - Master and Commander, su bbc.co.uk. URL consultato il April 2, 2024.
30. ↑   Patrick O'Brian - The Mauritius Command Episode 1, su bbc.co.uk. URL consultato il April 2, 2024.
31. ↑   Patrick O'Brian - HMS Surprise Episode 1, su bbc.co.uk. URL consultato il April 2, 2024.
32. ↑   Patrick O'Brian - Desolation Island, su bbc.co.uk. URL consultato il April 2, 2024.
33. ↑   Patrick O'Brian - The Fortune of War, su bbc.co.uk. URL consultato il April 2, 2024.
34. ↑  (EN) Master and Commander: The Far Side of the World, su Turner Classic Movies.
35. ↑  Master & Commander - Sfida ai confini del mare. Turner Classic Movies. Turner Classic Movies.
36. ↑  (EN) Master and Commander: The Far Side of the World | Rotten Tomatoes, su www.rottentomatoes.com, 14 November 2003.
37. ↑   13 Failed Attempts to Start a Film Franchise, su avclub.com. URL consultato il April 30, 2007.
38. ↑   https://deadline.com/2021/06/20th-century-master-and-commander-patrick-ness-1234769535/.

- Anthony Gary Brown, The Patrick O'Brian Muster Book: Persons, Animals, Ships and Cannon in the Aubrey–Maturin Sea Novels, McFarland & Company, 2006, ISBN 0-7864-2482-6.
- Jan Harold Brunvand, What Goes Around comes Around: The Circulation of Proverbs in Contemporary Life, Utah State University Press, January 2004,  pp. 152–170.
- Patrick O'Brian: A Bibliography and Critical Appreciation, British Library, 1994, ISBN 0-7123-1071-1.
- Dean King, Patrick O'Brian:A Life, MacMillan, 2000, ISBN 978-0-8050-5977-9.
- Dean King, A Sea of Words: Lexicon and Companion for Patrick O'Brian's Seafaring Tales, 3rd, Henry Holt and Company, 2001, ISBN 0-8050-6615-2.
- Dean King, Harbors and High Seas: Map Book and Geographical Guide to the Aubrey/Maturin Novels of Patrick O'Brian, Henry Holt and Company, 2001, ISBN 0-8050-6614-4.

## Ulteriori letture
- Brian Lavery, Jack Aubrey Commands: An Historical Companion to the Naval World of Patrick O'Brian, Conway Maritime, 2003, ISBN 0-85177-946-8.
- Richard O'Neill, Patrick O'Brian's Navy: The Illustrated Companion to Jack Aubrey's World, Running Press, 2003, ISBN 0-7624-1540-1.
- David Miller, The World of Jack Aubrey: Twelve-Pounders, Frigates, Cutlasses, and Insignia of His Majesty's Royal Navy, Running Press Book Publishers, 2003, ISBN 0-7624-1652-1.
- Anne Chotzinoff Grossman e Lisa Grossman Thomas, Lobscouse and Spotted Dog: Which It's a Gastronomic Companion to the Aubrey/Maturin Novels, W W Norton & Co, 2000, ISBN 0-393-32094-4.

- Un autore per cui camminerei sull'asse, di Richard Snow, 6 gennaio 1991.
- È questo il miglior autore di cui non avete mai sentito parlare? Patrick O'Brian, the Swashbucklign Recluse, di Ken Ringle, 1° agosto 1992, Washington Post.
- Con eleganza, salpano contro Bonaparte, di Thomas Flanagan, 4 agosto 1991.

- The Gunroom of HMS Surprise . Risorse generali sui romanzi, inclusi link, recensioni e approfondimenti storici.
- Patrick O'Brian Mapping Project Mappe che seguono l'azione di tutti i libri.
- Guida per i perplessi di AG Brown . Traduzioni in inglese di frasi straniere presenti nei romanzi.
- La serie Aubrey–Maturin di WW Norton, editore statunitense
- Pagina dell'e-book della serie Aubrey – Maturin
- Geoff Hunt Copertine per tutti i libri della serie
- "L'ultimo di Patrick O'Brian"
- Steel, David (1794). "The Elements and Practice of Rigging And Seamanship". San Francisco Maritime National Park Association. Retrieved 12 May 2019.Manuale dettagliato di marineria, particolarmente utile per le descrizioni e le illustrazioni dei vari tipi di velieri dai nomi poco chiari incontrati nei romanzi (vedi pagine). 236–42, in particolare).

Template:PatrickOBriansWork